# جسر قطر والإمارات
جسر قطر والإمارات هو مشروع قديم كان سيربط دولة قطر بدولة الإمارات العربية المتحدة عبر المرور بالمياه الدولية للبلدين وسوف يختصر المشروع زمن السفر بين العاصمتين الدوحة وأبوظبي، الجدير بالذكر أن قطر كانت تنفذ مشروع جسر آخر يربطها بمملكة البحرين والمسمى جسر المحبة حيث سوف يكون أطول جسر في العالم بمسافة تبلغ حوالي 45 كيلو متر إلى أن يتم تنفيذ جسر قطر والإمارات الذي سوف يحتل المرتبة الأولى من حيث طول المسافة حيث أن الجسر سوف يتجاوز طوله أكثر من 60 كيلو متر.
كان ليصبح الأطول في العالم بـ65 كيلو متر جسر «أبوظبي - قطر» وبتكلفة 13 مليار دولار، أكد المستشار الإقليمي لشركة «كوي» الدنماركية محمد علي أن كلفة مشروع جسر أبوظبي وقطر ستصل إلى 13 مليار دولار، وذلك خلال القمة العربية العالمية للتشييد والبناء التي تنظمها مجلة «ميدل إيست» إيكونوميك دايجست (ميد) في أبوظبي أخيرا، إذ ذكر أن التصميم الحالي للمشروع سيربط الدولتين من خلال جسر بطول 65 كيلو متر.
ووفقا لما نشرته جريدة «الإمارات اليوم» الإماراتية اليوم الخميس 14-2-2008، فمن المتوقع أن تنضمّ «كوي» إلى هذا المشروع مستشارا، ذلك أن لدى الشركة خبرة واسعة مع مثل هذه المشروعات، وهي تشارك الآن في جسر قطر ـ البحرين، التصميم الأصلي الذي تم وضعه للمرة الأولى قبل ست سنوات يصل النقطتين بطول 40 كلم، وقد تم تعديل هذا التصميم؛ نظرا لبعض الصعوبات، لأن الطريق كان يمتد عبر المياه الإقليمية السعودية. ولم تذكر المجلة تاريخ البدء في المشروع.
وكان البلدان وقعا اتفاقية إقامة هذا الجسر خلال زيارة إلى قطر، قام بها الشيخ خليفة بن زايد آل نهيان رئيس الإمارات، حيث تفصل البلدان مسافة 300 كلم، وبما أن عاصمتي الدولتين تقعان على الساحل، فإن المسافة بينهما تصبح متساوية.
وفي الوقت الحالي يتطلب الأمر من المسافرين برّاً بين الدوحة وأبوظبي عبور أجزاء من المملكة العربية السعودية.
وسيساعد هذا الجسر المحتمل أن يكون أطول جسر في العالم، المسافرين على تفادي دخول الأراضي السعودية، وبهذا يقصّر المسافة بين الدولتين، ويقلل من الفترة الزمنية للسفر بينهما. وتعدّ مياه الخليج ضحلة، ما يُسهّل إنشاء هذا الجسر بشكل جيد.
وكان الأمين العام لمجلس دول التعاون الخليجي عبد الرحمن العطية، قد كشف عن مقترح إقامة الجسر للمرة الأولى خلال القمة الخليجية التي انعقدت في العاصمة القطرية الدوحة نهاية عام (2005) تولّت شركة «كوي» مهمة إكمال الدراسة الفنية لهذا المشروع، بينما اتفقت كل من الإمارات وقطر على إنشاء شركة فيما بينهما لإدارة تنفيذ الجسر ومراقبته، وفقا للبيان المشترك الصادر في نهاية زيارة رئيس الإمارات إلى دولة قطر. يذكر أن المملكة العربية السعودية قد عارضت المشروع بحجة أنه يمر بمياه السعودية الإقليمية في الوقت التي تطالب فيه الإمارات بإعادة النظر في الاتفاقية بين البلدين وبأن دولة الإمارات كانت تُفسّر مسألة المياه الإقليمية بأن لها الحق في الاستفادة من المياه في الوقت الذي تفسر فيه السعودية الاتفاقية بأن لها ملك المياه الإقليمية وفق الاتفاقية.

## مواضيع ذات صلة
- جسور
- جسر قطر البحرين